# Fitoestrogen
Els fitoestrògens són compostos químics esteroidals, que es troben en els vegetals. Són substàncies xenoestrògenes cosa que significa que són substàncies foranes que funcionen com la principal hormona sexual femenina no generada dins el sistema endocrí però consumida en menjar plantes fitoestrogèniques.
Aquest terme prové del grec: phyto = "planta", oistros = estre, "el desig sexual dels animals" i γόνο = "generar".
Són similars als estrògens humans, amb una acció similar (efecte estrogènic) o oposada (efecte antiestrogènic) a aquests per la seva similitud estructural amb l'estradiol (17-β-estradiol).

## Funció

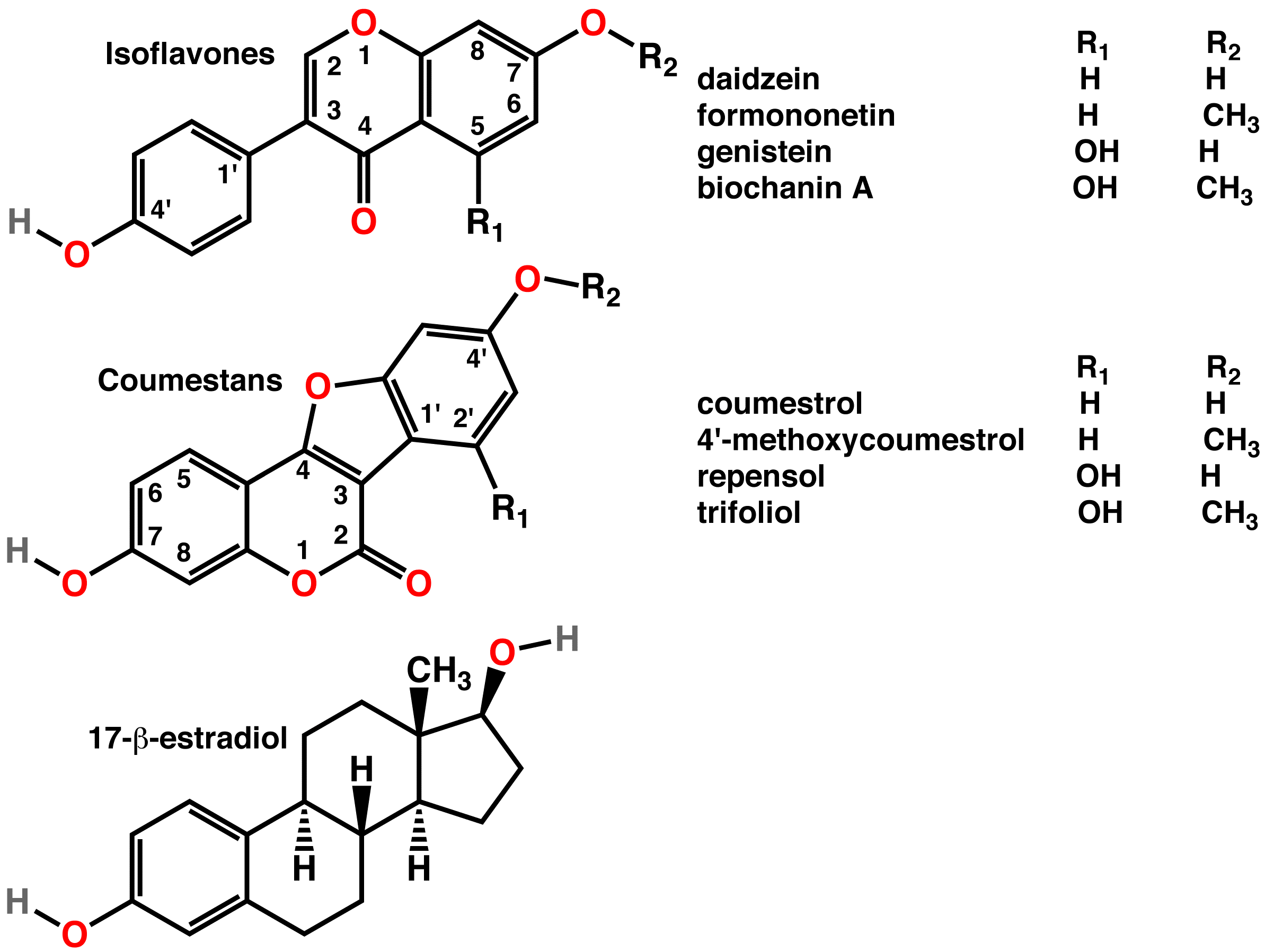
Estructura química dels fitoestrògens més comuns que es troben a les plantes (a dalt i al centre) comparada amb els estrògens (a sota) que es troben en els animals.

Les plantes fan servir els fitoestrògens com a part del seu sistema natural de defensa contra la sobrepoblació d'herbívors a base de controlar-ne així la fertilitat dels mascles.
Les similituds, a nivell molecular, dels estrògens i els fitostrògens els permet mimetitzar-los lleument i de vegades ser antagonistes dels estrògens. Es té coneixement dels fitoestrògens des del 1926, però no se sabia si podien tenir algun efecte en el metabolisme humà o animal. A la dècada de 1940 es va fer patent per primera vegada que en les pastures de trèvol vermell (una planta rica en fitoestrògens) quedava afectada la fertilitat de les ovelles que hi pasturaven.

## Nutrició
Els fitoestrògens no es poden considerar uns nutrients, perquè l'absència d'ells en la dieta no produeix cap síndrome de deficiència característica, ni participen en cap funció biològica essencial.
Les investigacions estudien el paper en la nutrició dels fitoestrògens en la regulació dels nivells del colesterol, i en el manteniment d'una bona densitat dels ossos en la menopausa. S'incrementen les proves del paper protector dels fitoestrògens contra diverses malalties com en el càncer de pròstata, pit i altres, malalties cardiovasculars, del cervell i l'osteoporosi, però en canvi no hi ha proves que alleugi els símptomes menopàusics com, per exemple els fogots.

## Tipus
Se'n poden diferenciar diverses formes:
- isoflavones
- lignans
- cumestans
- i altres

Les isoflavones són les més actives i rellevants pel consum humà.